# Чегандинське сільське поселення
Чеганди́нське сільське поселення — муніципальне утворення в складі Каракулинського району Удмуртії, Росія. Адміністративний центр — село Чеганда.
Населення становить 494 особи (2019, 625 у 2010, 754 у 2002).

## Склад
До складу поселення входять такі населені пункти:
| Населений пункт        | Населення, осіб (2002) | Населення, осіб (2010) |
| ---------------------- | ---------------------- | ---------------------- |
| Усть-Більськ, присілок | 18                     | 29                     |
| Чеганда, село          | 736                    | 596                    |

В поселенні діють середня школа та садочок, 2 бібліотеки, клуб та фельдшерсько-акушерський пункт.